# آتشگاه باکو

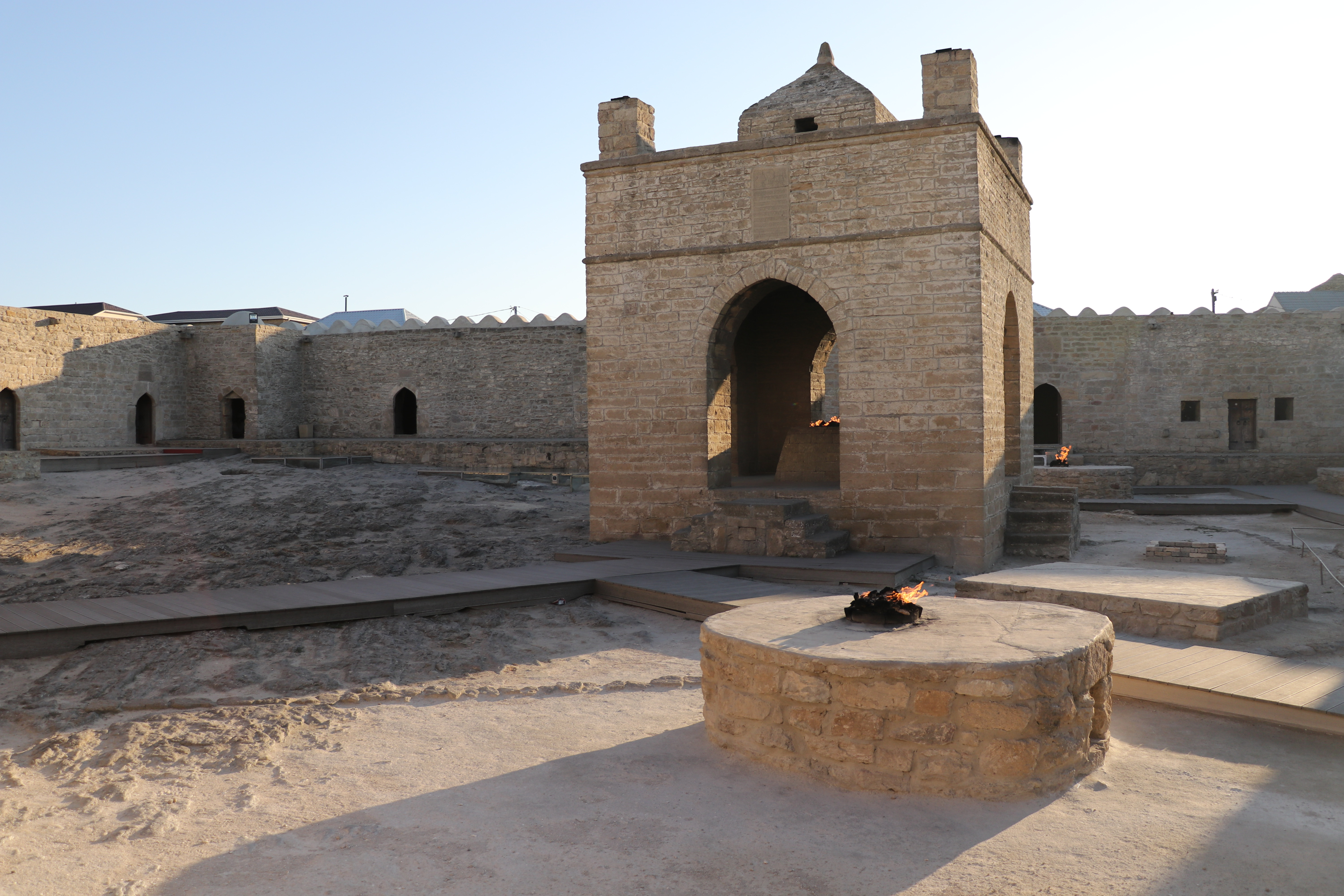
آتشگاه باکو

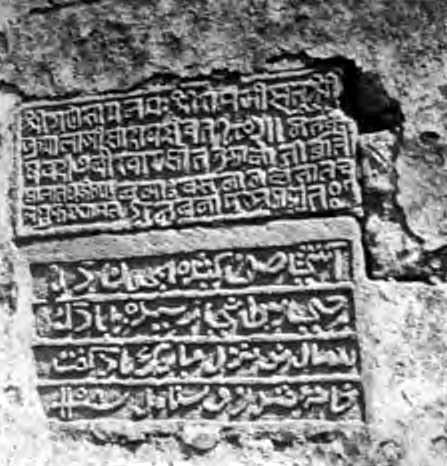
سنگ‌نوشته بر روی آتشگاه باکو به دو زبان سانسکریت و فارسی.

آتشگاه باکو ساختمانی قلعه مانند در منطقه سوراخانی شهر باکو جمهوری آذربایجان می‌باشد.
این محل از مجتمع پنجگانه‌ای تشکیل می‌شود که دارای یک حیاط است که توسط خانه‌های موبدان زرتشتی محاصره شده‌است. در وسط حیاط محرابی وجود دارد که در سده‌های ۱۷ و ۱۸ بنا شده‌است. این محل در سال ۱۸۸۳ هنگامی که تاسیسات نفت و گاز طبیعی در مجاورت آن تأسیس شد، به حال متروکه درآمد. این مجتمع در سال ۱۹۷۵ به موزه تبدیل شد و امروزه هر سال ۱۵۰۰۰ گردشگر به دیدن این محل می‌آیند. آتشگاه باکو در سال ۱۹۹۸ نامزد رفتن به فهرست میراث جهانی یونسکو شد.

## ریشه‌جویی
واژه آتشگاه واژه‌ای اصالتاً فارسی می‌باشد؛ این واژه در جمهوری آذربایجان نیز گفته می‌شود.
آتشگاه باکو روی میدان گازی طبیعی بنا شده بنابراین از ابتدا گاز به‌طور طبیعی از هفت دریچه طبیعی در این محل بیرون می‌آمده و سبب آتش‌های طبیعی می‌گشته‌است. امروزه از شهر باکو صرفاً برای افزایش جاذبه گردشگری به این محل گاز طبیعی کشیده شده‌است و آتش این آتشگاه به این گاز روشن می‌شود.
به‌صورت کلی آتشگاه‌ها محل عبادت روحانیان دین ایرانی زرتشتی بحساب می‌آیند که در آن یکی محراب آتش وجود دارد که در اطراف آن ساختمانی بزرگتر وجود ندارد.
سوراخانی نام شهریست که این آتشگاه اطراف آن قرار گرفته‌است؛ واژه سوراخانی ریشه فارسی دارد و به احتمالاً به معنای محل سوراخ‌ها یا به رنگ سرخ (یا سرخانی) آتش اشاره می‌کند.

## تاریخچه
آتشگاه باکو در منطقه شهرستان آب‌شوران قرار گرفته که بخاطر بیرون آمدن طبیعی نفت از زمین و آتش‌سوزی‌های ناشی از آن مشهور است.
برخی از محققان اعتقاد دارند که این مکان، عبادت‌گاهی باستانی بوده‌است که در دوران حمله اعراب به ایران توسط سربازان عرب نابود شده باشد. همچنین در منابع تاریخی ذکر شده‌است که پیش از ساخت این آتشگاه در اواخر سده ۱۷ نیز مردم محلی به‌دلیل وجود هفت سوراخ آتشین در آن محل، در آنجا عبادت می‌کرده‌اند. از آنجایی که آتش در هردو آیین زرتشتی (ایرانی) و هندو (هندی) مقدس است بنابراین سر اینکه این آتشگاه مربوط به کدامیک از آیین‌ها می‌باشد اختلاف نظر وجود دارد.

## نگارخانه

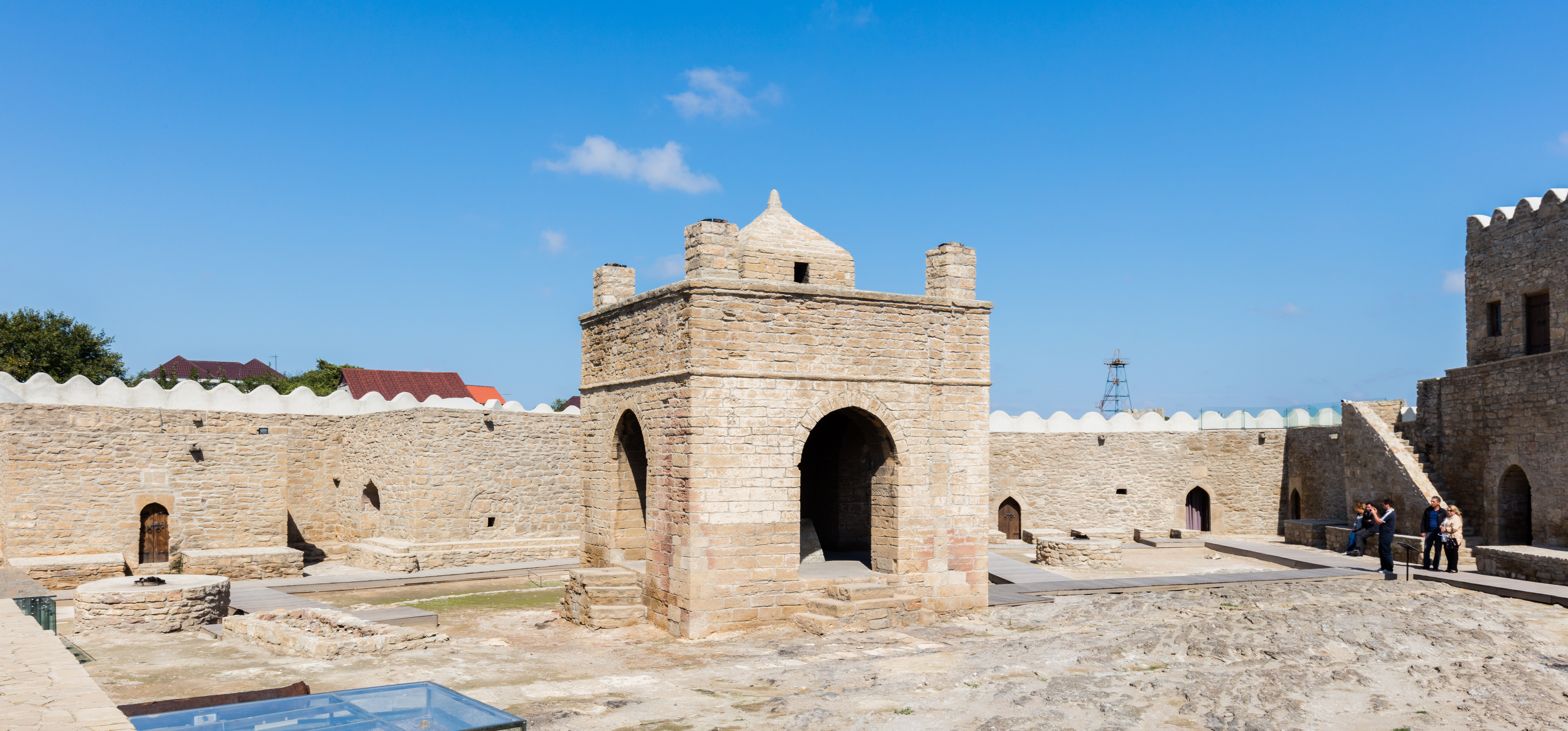
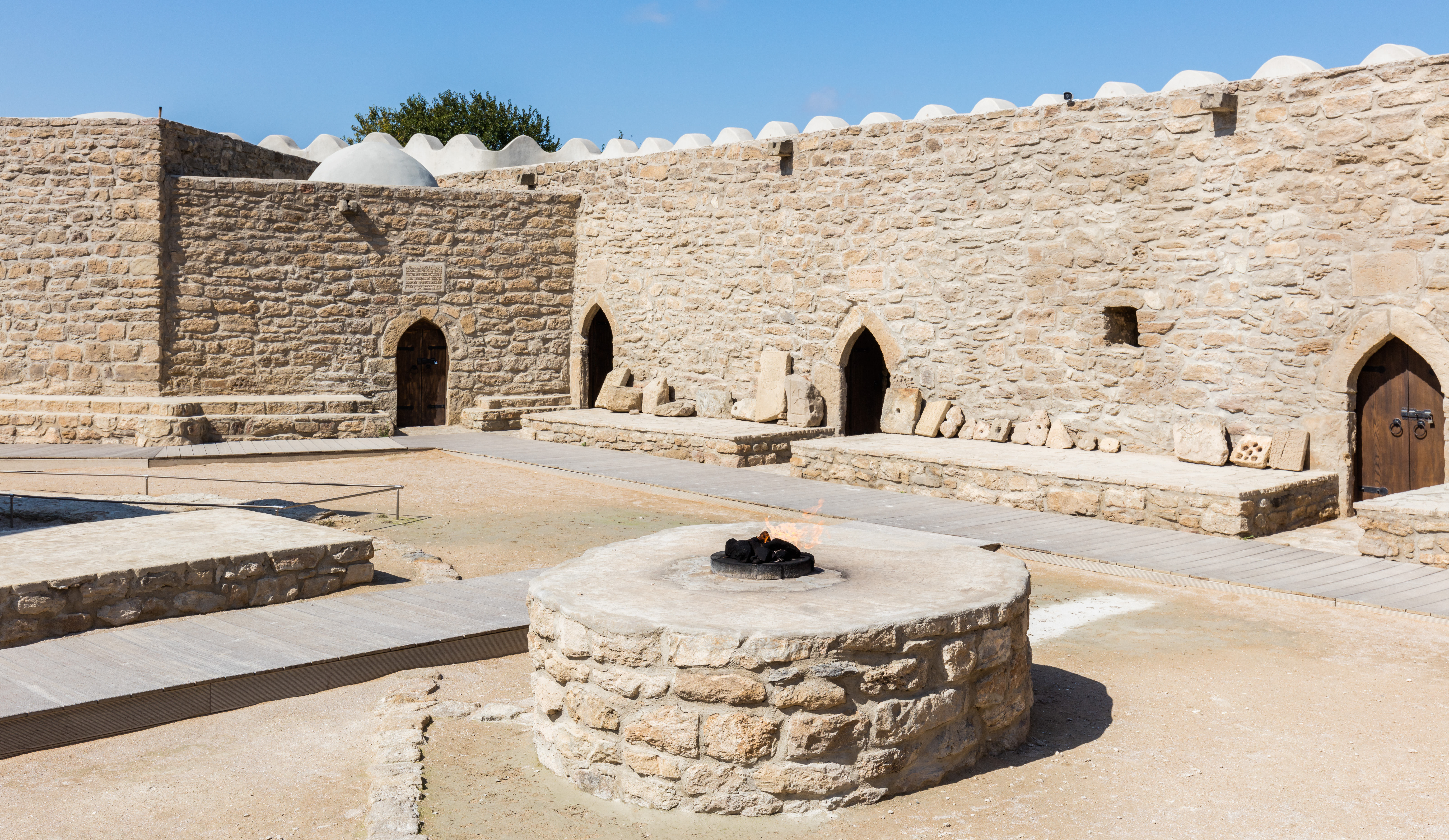
دار مهر
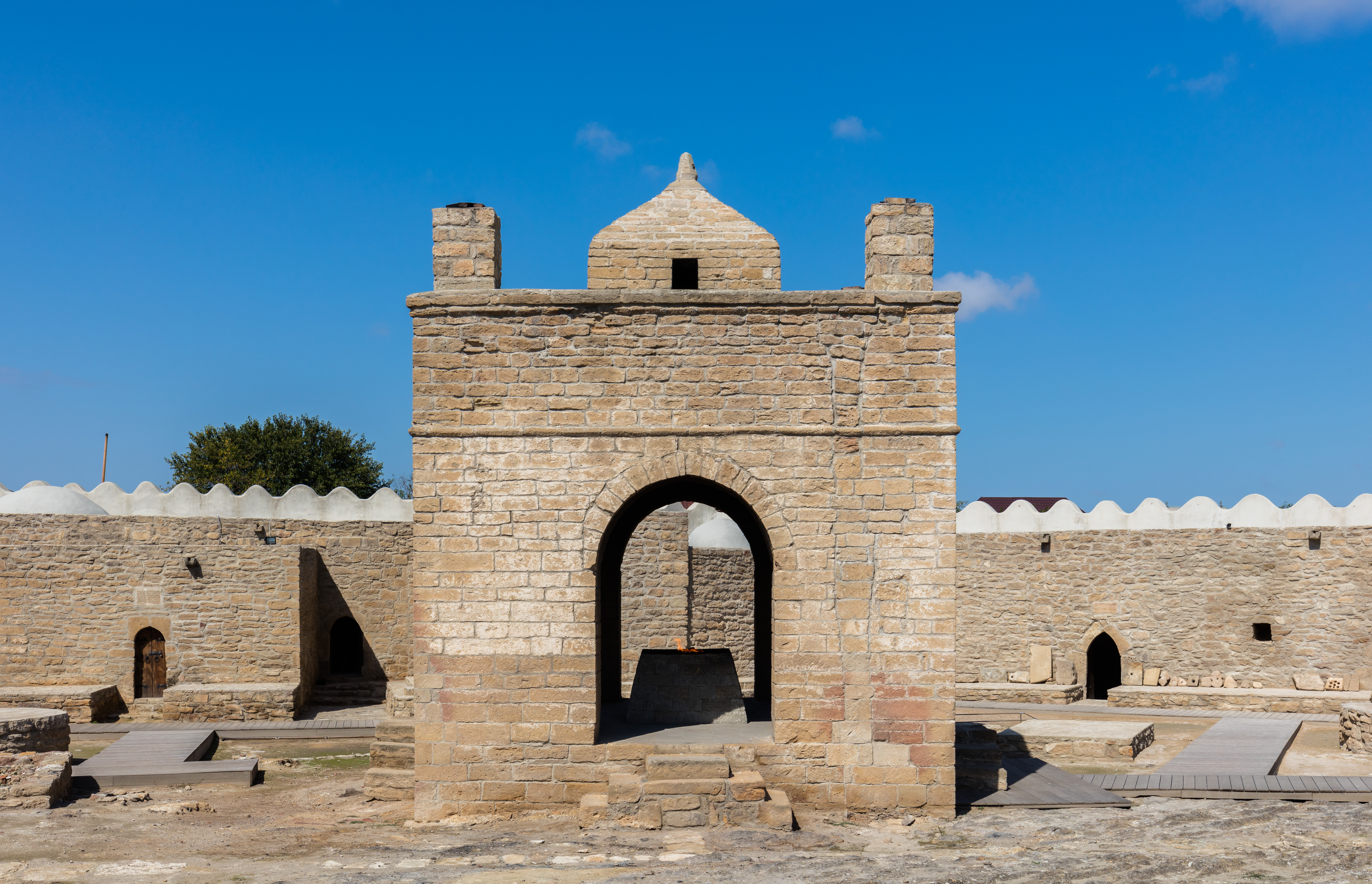
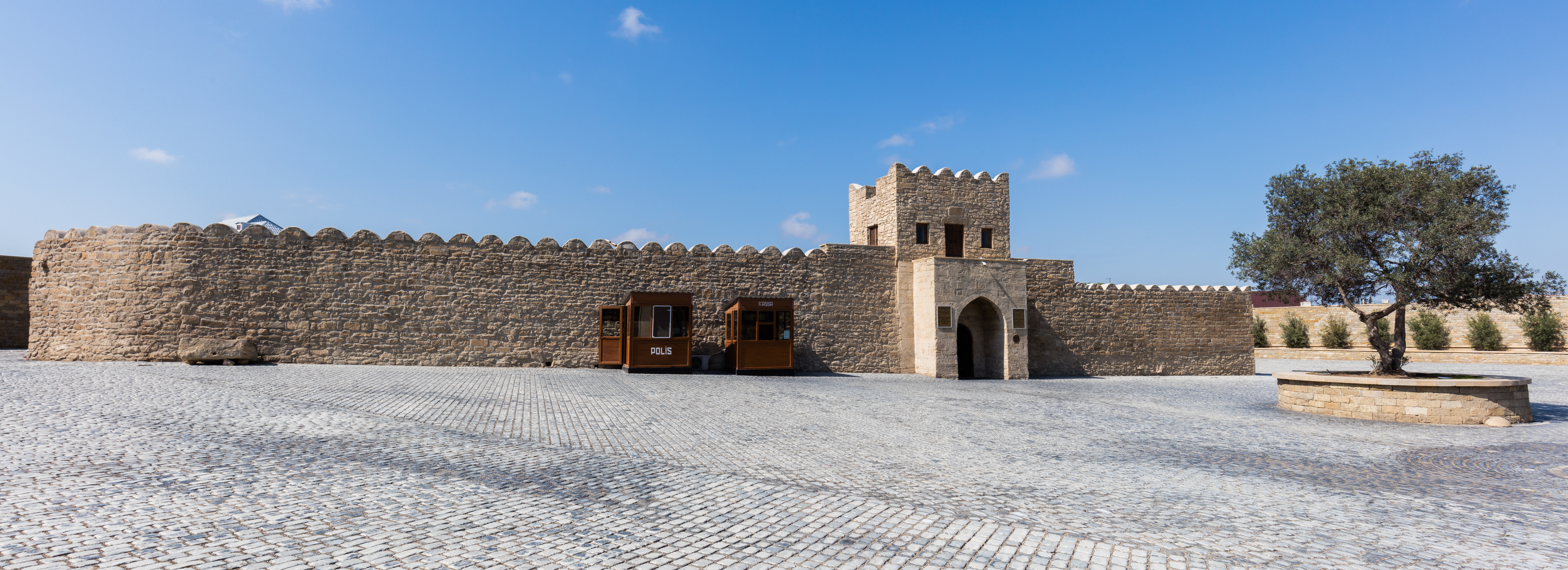
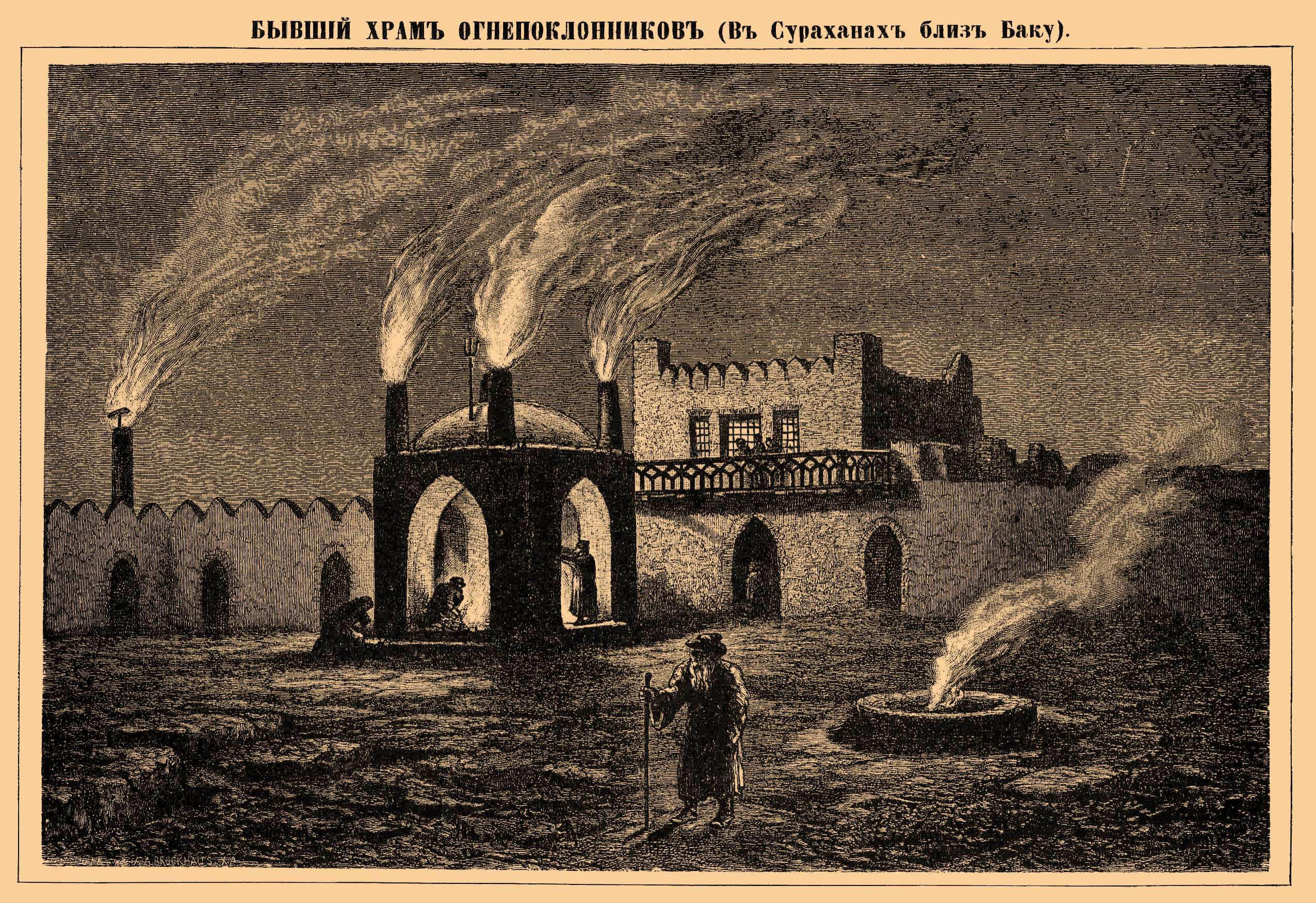
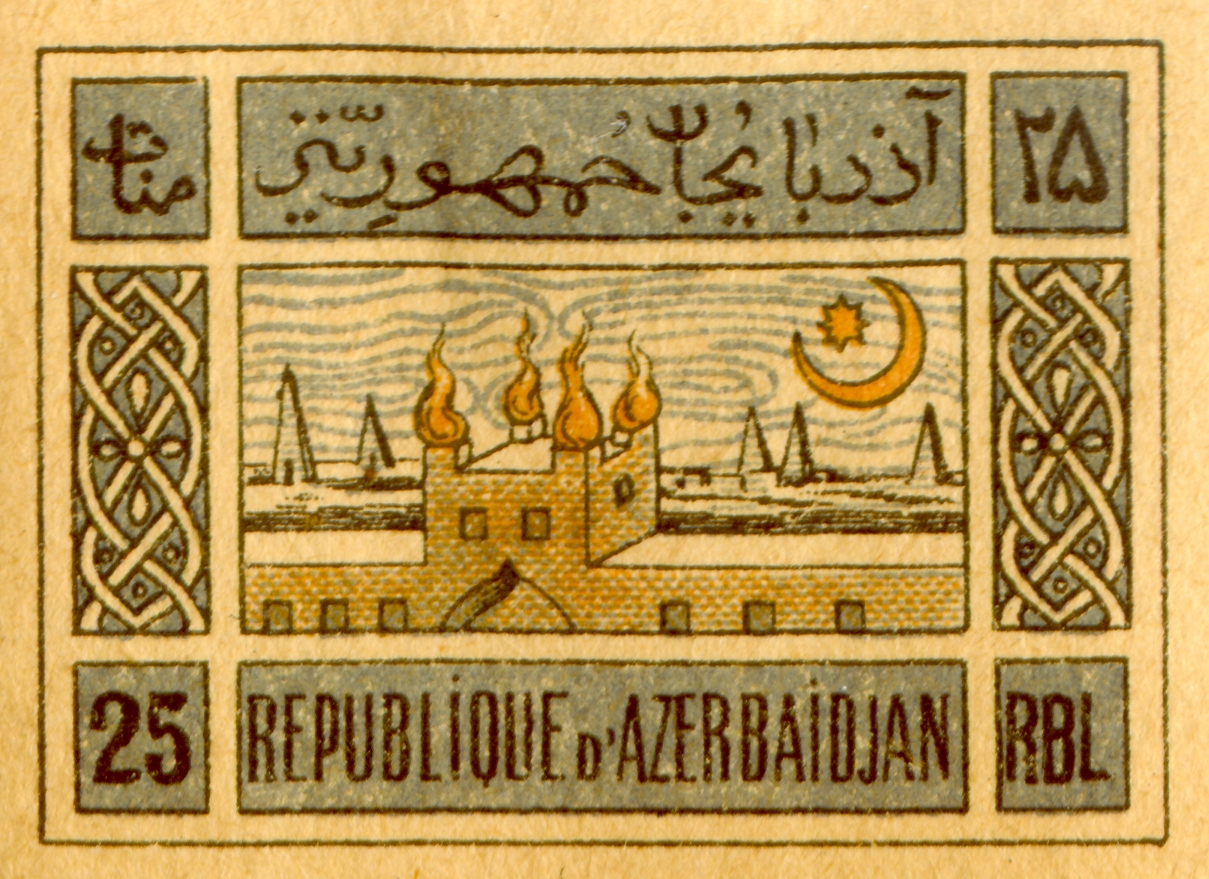
آتشکده باکو درحال سوختن بر روی تمبر جمهوری آذربایجان به سال ۱۹۱۹ میلادی
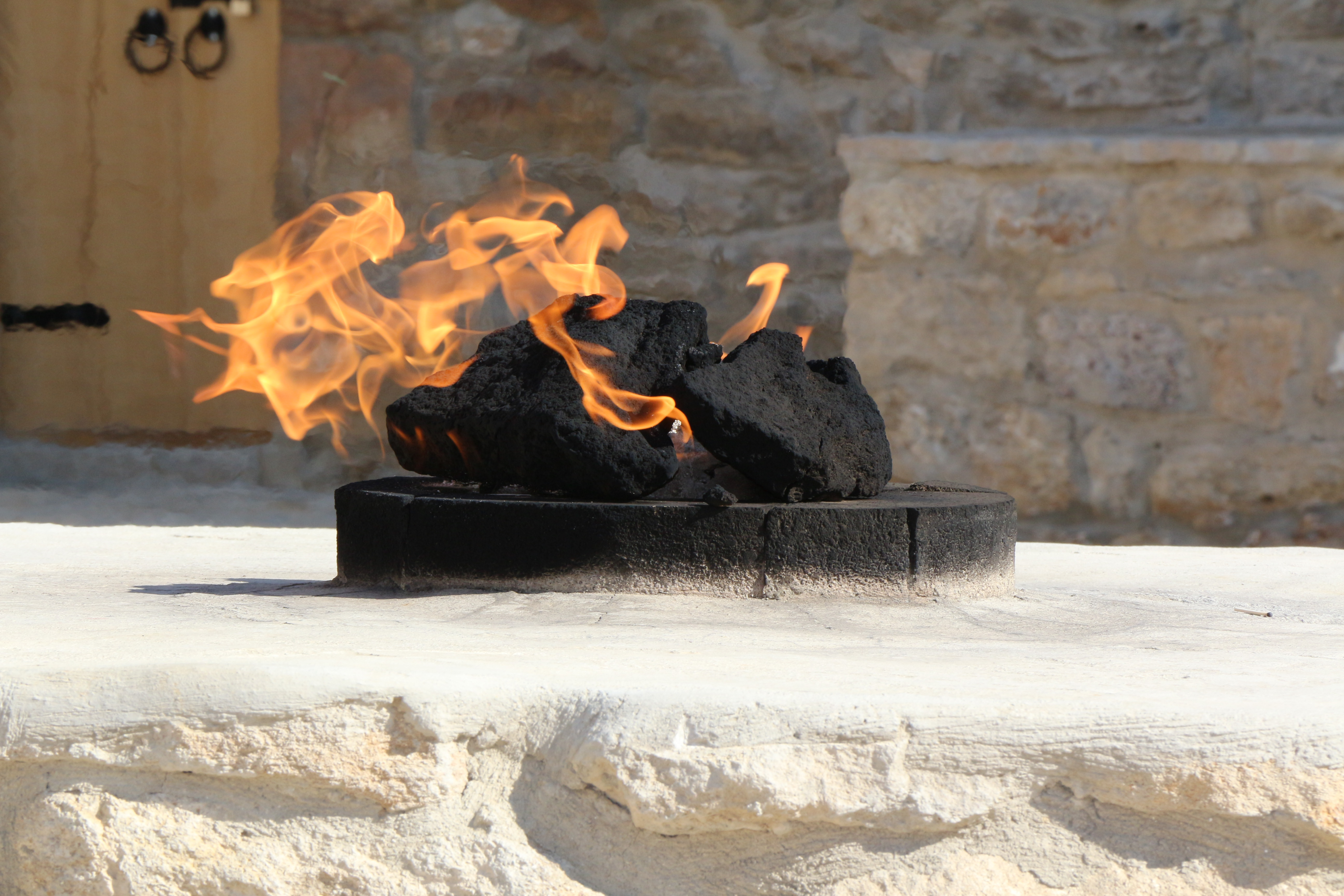
آتش ورجاوند
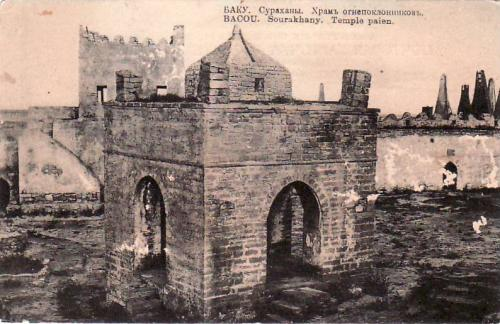
آتشگاه باکو در نخستین سال‌های سده بیستم (میلادی)
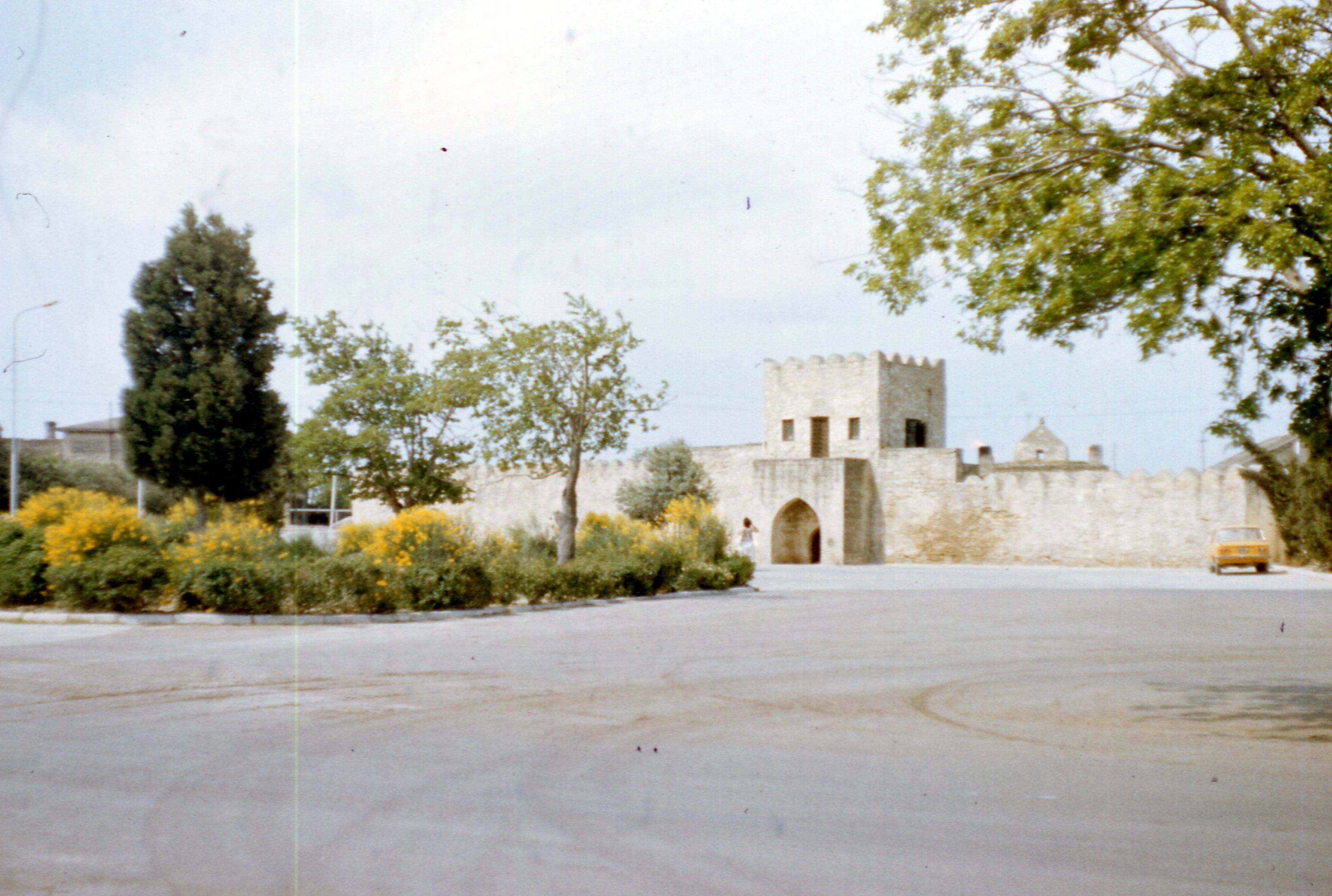
نمای بیرونی آتشکده
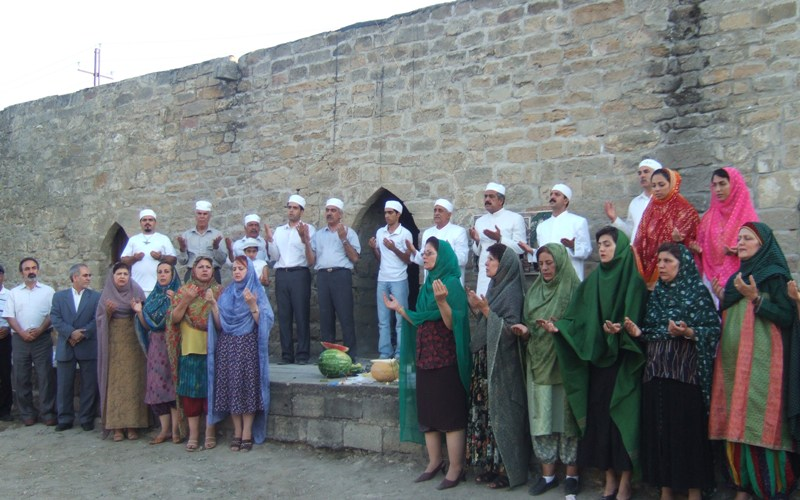
ایرانیان زرتشتی در آتشگاه باکو
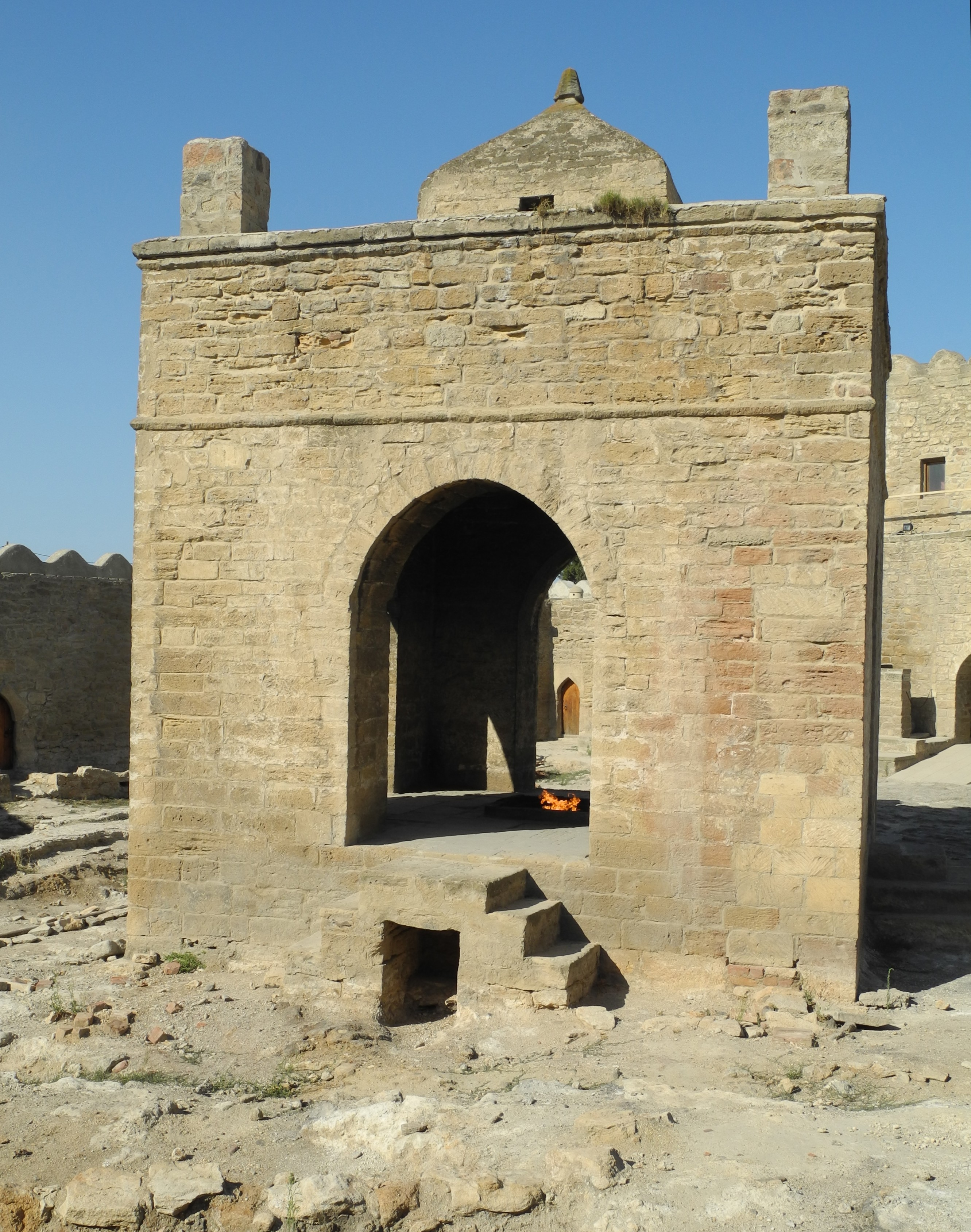
سازه میانی آتشگاه
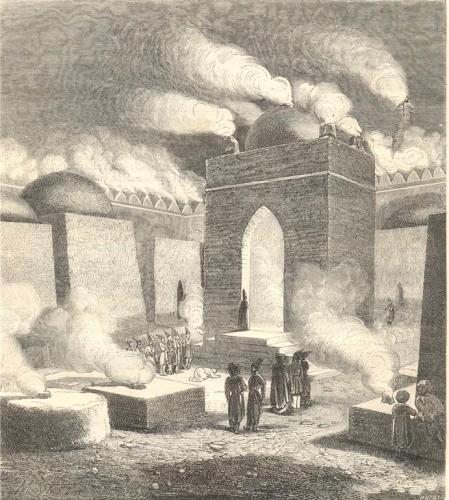
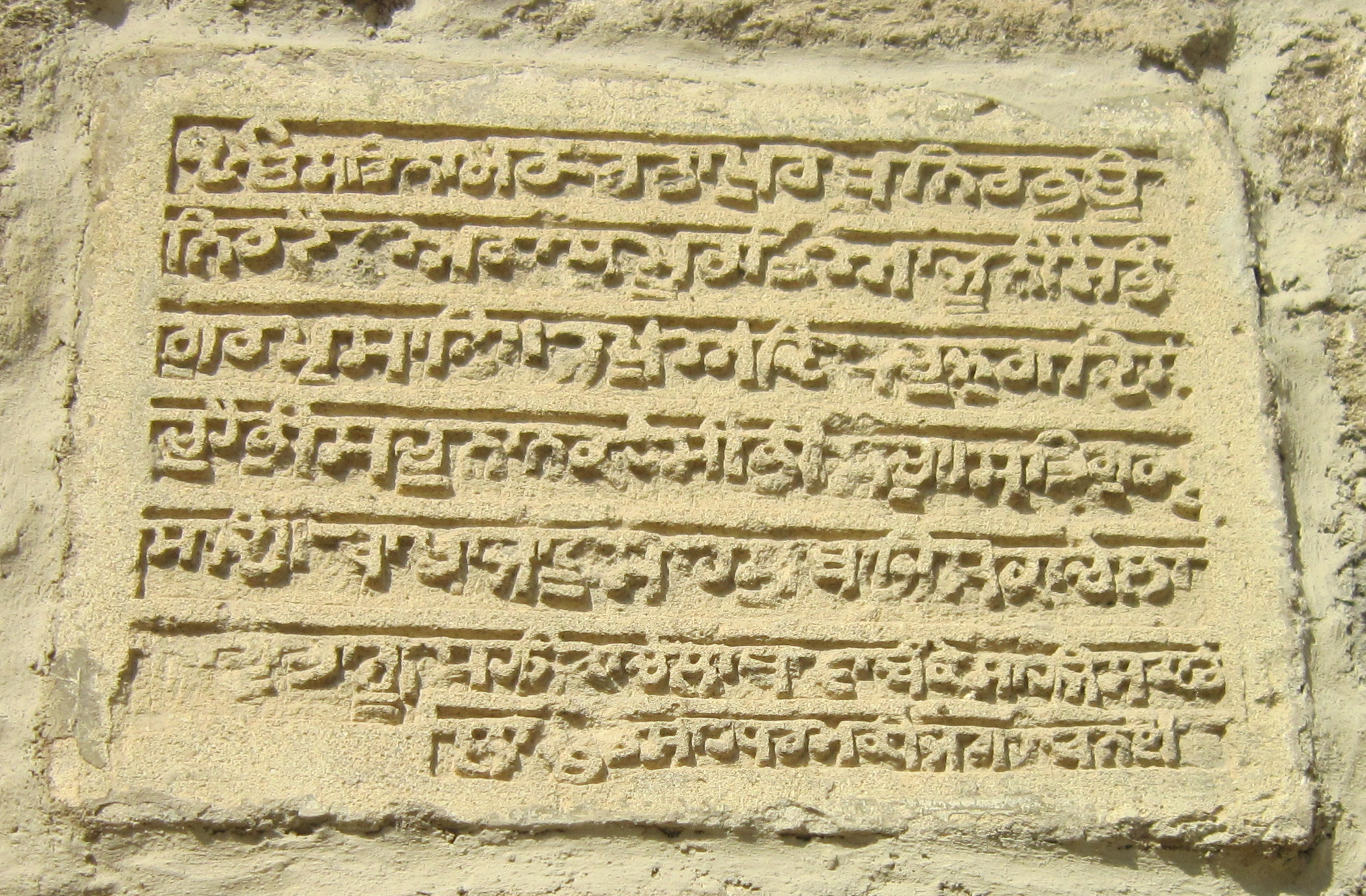
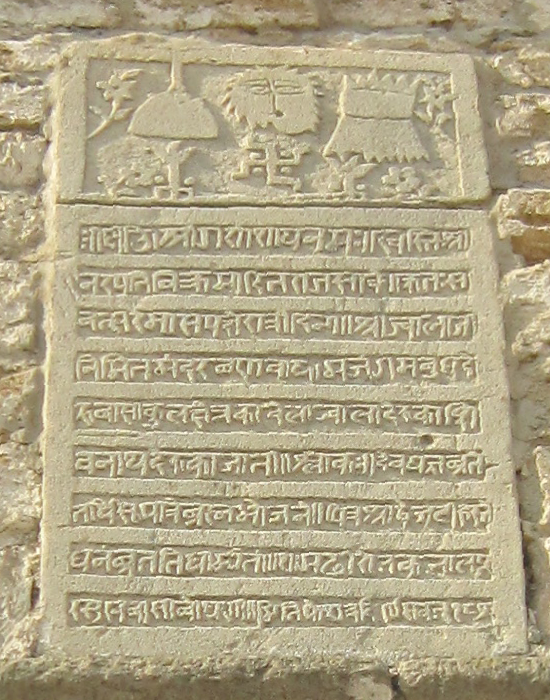
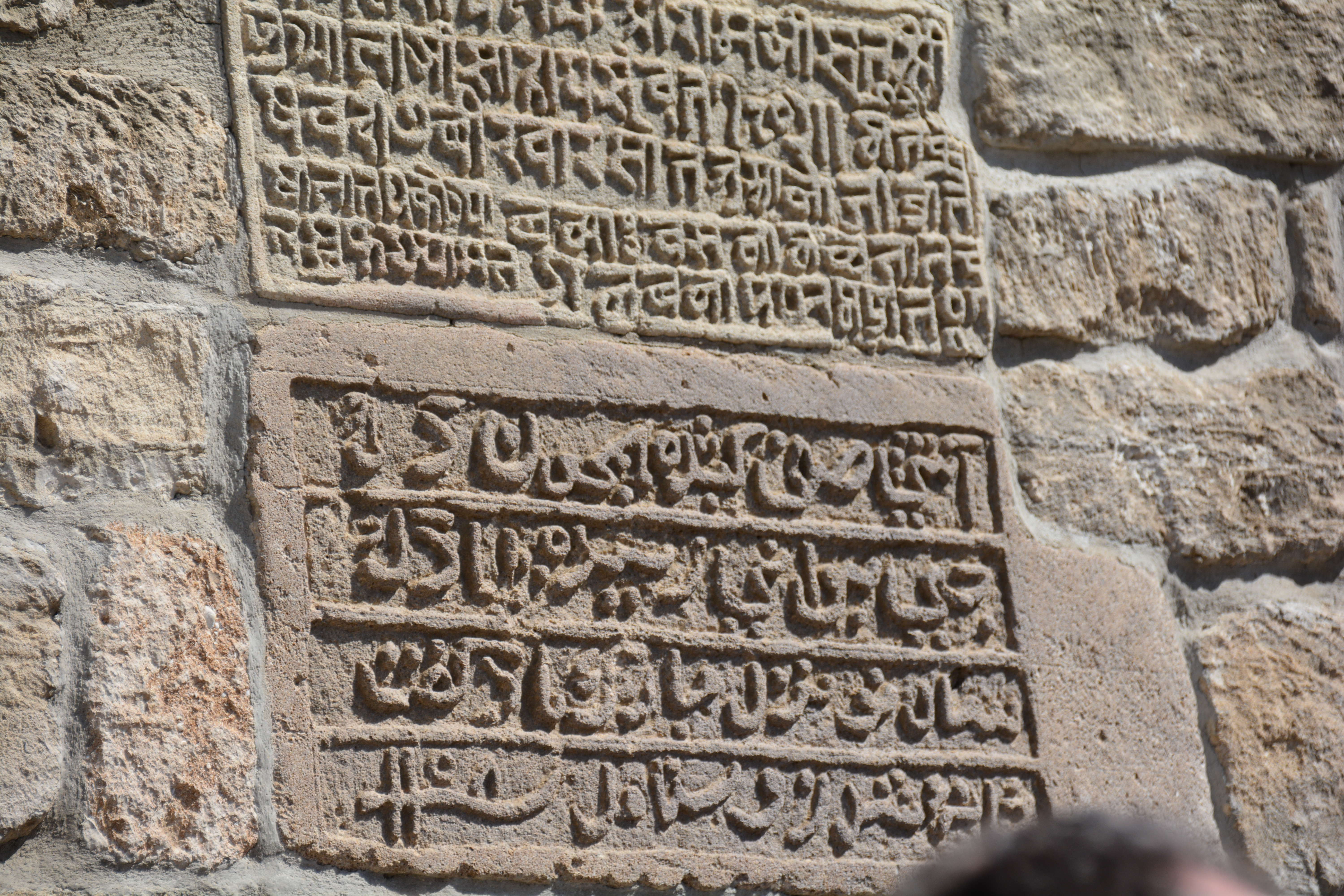